# Псеттоды
Псеттоды (лат. Psettodes) — род морских лучепёрых рыб из отряда камбалообразных (Pleuronectiformes). Название происходит от греческих слов psetta — «групер» и oides — «похожий на». Выделен в отдельные семейство псеттодовых (Psettodidae) и подотряд псеттодовидных (Psettodoidei), являясь сестринской группой остальных таксонов отряда. Включает 3 вида.
Примитивные, относительно крупные камбалы, обитающие в тропических водах восточной части Атлантического океана и Индо-Тихоокеанского региона. Название получили из-за колючих лучей в спинном и анальном плавниках, что может указывать на эволюционные отношения с Perciformes. Они менее асимметричны, чем другие камбалы, хотя глаза находятся на одной стороне тела. Достигают длины 55—80 см.

## Описание
Тело овальной формы, сжато с боков, но толще по сравнению с другими камбалообразными. Глаза находятся на правой или левой стороне тела. Глаза большие; верхний глаз расположен на верхней части головы и отстоит далеко от нижнего глаза, межглазничное пространство широкое. Рот большой, конечный; окончание верхней челюсти заходит далеко за задний край глаза. Нижняя челюсть несколько выступает вперёд. Челюсти большие, с крепкими клыками, с заострёнными окончаниями. Есть мелкие зубы на сошнике, нёбе и языке. Жаберные тычинки короткие и тонкие. Хорошо развита надчелюстная кость. Край предкрышечной кости не покрыт кожей и чешуёй. Начало спинного плавника расположено далеко за задним краем верхнего глаза. Передние лучи спинного и анального плавников колючие. Хвостовой плавник с усечённым или двойным усечённым задним краем, не соединяется со спинным и анальным плавниками. Грудные плавники одинаковой длины на глазной и слепой сторонах тела. Брюшные плавники с одним колючим и 5 мягкими лучами, расположены симметрично на обеих сторонах тела. Чешуя мелкая, слабо ктеноидная на обеих сторонах тела. Боковая линия хорошо развита на обеих сторонах тела; делает небольшой изгиб над грудными плавниками; нет верхней ветви, ветвь боковой линии проходит под нижним глазом. Позвонков 24.

## Классификация
На сентябрь 2017 года в род включают 3 вида:
- Psettodes belcheri Bennett, 1831 — Африканский псеттод
- Psettodes bennetti Steindachner, 1870
- Psettodes erumei (Bloch & Schneider, 1801) — Индийский псеттод, или колючепёрая камбала[1]